# John Shuster
John Shuster (født 3. november 1982) er en amerikansk curler fra Duluth, Minnesota.  Han førte holdet fra USA til guld ved Vinter-OL 2018, det første amerikanske hold, der nogensinde vandt guld i curling. 
Han vandt også en bronzemedalje ved Vinter-OL 2006 i Torino.